# Afërdita Dreshaj
Afërdita Dreshaj est une chanteuse et mannequin albano-américaine, née le 19 juillet 1986 aux États-Unis.

## Biographie
Son single de musique Kiss me, est devenu un succès au Kosovo et en Albanie en 2010.
Elle fut élue Miss Kosovo pour Miss Univers 2011 au Brésil.  Elle se classa dans le Top 15 à São Paulo.
Aferdita Dreshaj fut la quatrième femme à représenter le Kosovo aux concours de beauté Miss Univers.